# 細指轉寄居蟹
細指轉寄居蟹（学名：Strobopagurus gracilipes），又名纖瘦轉肢寄居蟹，为擬寄居蟹科轉寄居蟹屬下的一个种。